# Laetare
Laetare (łac. raduj się) – nazwa IV Niedzieli wielkiego postu w roku liturgicznym. W tym dniu kapłan może przybrać ornat koloru różowego. Nazwa pochodzi od pierwszych słów antyfony na wejście (dawniej zwanej introitem) tejże mszy: Laetare, Ierusalem... (Wesel się, Jeruzalem...). Kolor różowy to fiolet zmieszany z bielą, oznacza radość pośród pokuty, chwilę wytchnienia podczas utrapienia.

## Tekst introitu
Lætáre, Ierúsalem, et convéntum fácite omnes qui dilígitis eam: gaudéte cum lætítia, qui in tristítia fuístis: ut exsultétis et satiémini ab ubéribus consolatiónis vestræ.
Lætátus sum in his quæ dicta sunt mihi: in domum Dómini íbimus.

### Tłumaczenie na polski (dosłowne)
Wesel się, Jeruzalem! A wszyscy, którzy ją miłujecie, śpieszcie tu gromadnie. Cieszcie się i weselcie, którzyście się smucili, radujcie się i nasyćcie się z piersi pociechy waszej.
Uradowałem się, gdy mi powiedziano: Pójdziemy do domu Pańskiego.

### Tłumaczenie na polski (oficjalne)
Raduj się, Jerozolimo, zbierzcie się wszyscy, którzy ją kochacie. Cieszcie się, wy, którzy byliście smutni, weselcie się i nasycajcie u źródła waszej pociechy.

## Liturgia luterańska
4. Niedziela Postu (Pasyjna) nosi nazwę Laetare również w liturgii luterańskiej. Hasłem tygodnia jest werset wyjęty z Ewangelii św. Jana:

Zaprawdę, zaprawdę, powiadam wam, jeśli ziarnko pszeniczne, które wpadło do ziemi, nie obumrze, pojedynczym ziarnem zostaje; lecz jeśli obumrze, obfity owoc wydaje.

Obowiązuje barwa liturgiczna fioletowa lub różowa. Psalmem tygodnia jest Psalm 84,6-13. Introitem są fragmenty wersetów Iz 66,10, Ps 84,6 i Ps 84,12. Graduale stanowi werset 19. Psalmu 94, antyfonę natomiast werset 11. Psalmu 84.